# Hilmi Yücebaş
Hilmi Yücebaş (1915–1996) war ein türkischer Buchautor. Er verfasste im Verlauf von 60 Jahren mehr als 40 Werke über türkische Literatur, Schriftsteller und Dichter.

## Leben
Yücebaş kam im Jahr 1915 in Drama (Griechenland) zur Welt. Im Rahmen des Bevölkerungsaustausches kam die Familie nach Tekirdağ. Hier arbeitete Yücebaş zunächst als Grundschullehrer. Seine Ehefrau stammte ebenfalls aus Drama und war gleichfalls Lehrerin. Aufgrund seiner Sprachkenntnisse wurde Yücebaş von der Polizei als Zivilpolizist angeworben. Er sollte dabei helfen, die Muhacir zu überwachen, unter denen man Spione vermutete. Yücebaş arbeitete im Büro für Presseangelegenheiten im 1. Dezernat der Polizei im Sansaryan Han in Sirkeci (Istanbul). Dort gehörte die Überwachung von Druckerzeugnissen ebenfalls zu seinen Aufgaben. Ümit Bayazoğlu charakterisiert seine Tätigkeit folgendermaßen:
Alles, was im Land gedruckt wurde, ob Buch, Zeitschrift oder Zeitung, landete auf seinem Schreibtisch. Er las alles. In der einen Hand eine Schere, in der anderen einen roten Stift. Wenn er etwas Staatsfeindliches entdeckte, unterstrich er es und überstellte es der Staatsanwaltschaft.
Yücebaş interessierte sich außerordentlich für Literatur und Lyrik. In seiner Dienststelle wurden im Laufe seiner Tätigkeit zahlreiche bekannte Schriftsteller wie Nâzım Hikmet, Necip Fazıl Kısakürek, Sabahattin Ali oder Nihal Atsız verhört, festgehalten oder misshandelt. Als kleiner Beamter war es ihm nicht möglich, ihnen zu helfen, wenn er ihnen auf den Fluren begegnete. Als 1946 Mehmet Fuat, der Stiefsohn Nâzim Hikmets, einbestellt wurde, da sein Buch wegen angeblich pornographischer Passagen beschlagnahmt worden war, war es aber Yücebaş, der ihm zustecken konnte, dass er nichts zu befürchten habe, denn das Buch enthielt lediglich eine Kussszene, wie er aus seiner Tätigkeit wusste. Die Beschlagnahme soll nichts als Schikane wegen Fuats familiären Bindungen zum Staatsfeind Hikmet gewesen sein.
Yücebaş soll auch Kısakürek über eine bevorstehende Polizeimaßnahme informiert haben und wurde aus diesem Grunde in das Zollamt Karaköy strafversetzt.
Bei seinen Vorgesetzten war die publizistische Nebentätigkeit Yücebaş' Gegenstand von Nachfragen und einer offiziellen Ermittlung. Yücebaş konnte allerdings ein persönliches Dankesschreiben vom damaligen Ministerpräsidenten Adnan Menderes vorlegen, für ein Buch, das er ihm gesandt hatte. Dies führte zur Einstellung des Verfahrens. Anschließend wurde er in das 5. Dezernat versetzt. Dort arbeitete er als Sicherheitsbegleiter der Polizei für Schiffsreisen ins Ausland und brachte von jeder Auslandsreise Koffer voller Bücher mit.

## Werke
Hilmi Yücebaş schrieb in dem Zeitraum von etwa 1930 bis zu seinem Tod mehr als 40 Bücher. Er verfasste seine Bücher nebenberuflich. Alle Informationen zu Schriftstellern und Dichtern, deren er während seiner Tätigkeit habhaft werden konnte, sammelte er und brachte sie in Buchform. Yücebaş beschränkte sich darauf, die Informationen zu einer Person in eine chronologische Reihenfolge zu bringen und enthielt sich dabei einer Bewertung. Diese unakademische Herangehensweise brachte ihm auch Kritik und Geringschätzung ein.
Bekannt wurde Yücebaş' biographische Buchreihe, deren Titel jeweils mit „Bütün Cepheleriyle...“ (etwa: „mit allen Aspekten“) beginnen, also „Bütün Cepheleriyle Tevfik Fikret“ oder „Bütün Cepheleriyle Neyzen Tevfik“.

### Auswahl
- Hiciv ve mizah Edebiyatı Antolojisi. 1976
- Ulunay: Hayatı, Hatıraları, Eserleri. 1969
- Yedi Şairden Hatıralar: Abdullah Cevdet, Sâmih Rifat, Celâl Sahir, İhsan Hamamî, Halil Nihat, İbrahim Alâettin, Enis Behiç. 1960
- Ömer Hayyam: Hayatı, Felsefesi, Rubaileri. 1960
- Türk Mizahçıları Nüktedanlar ve Şairler. 1958
- Edebiyatımızda Mevlana

## Tod
Im Alter vereinsamte und verwahrloste Yücebaş. Die Sammlung an Büchern, Zeitschriften, Schnipseln und Zeitungen wuchs ihm über den Kopf. Zuletzt arbeitete er an einem Buch über die Liebesbriefe türkischer Sultane. Er starb 1996 in Istanbul. Nach seinem Tod wurden Teile der Sammlung von Verwandten bewahrt, aber vieles ging verloren.